# 岩居文雄
岩居 文雄（いわい ふみお、1939年5月29日 - ）は、日本の技術者、実業家。コニカミノルタホールディングス取締役代表執行役社長や、同社取締役会議長、東京工芸大学理事長、日本オプトメカトロニクス協会会長などを務めた。

## 人物・経歴
東京都出身。1963年学習院大学理学部卒業、小西六写真工業（のちのコニカ、現コニカミノルタ）入社。事務機事業部八王子工場製造部技術グループリーダーを経て、1983年事務機事業部八王子工場製造部長。
1988年コニカカメラ事業部長。1991年情報機器事業本部機器販売事業部長。1992年取締役情報機器事業本部長兼同本部機器販売事業部長。1996年常務取締役情報機器事業本部長兼同本部機器販売事業部長。1999年専務取締役経営戦略室担当。2000年代表取締役専務執行役員コンシューマーイメージングカンパニープレジデント。
2001年から代表取締役社長を務め、ミノルタとの経営統合を行い、2003年持株会社となったコニカミノルタホールディングスの取締役代表執行役社長に就任。2006年コニカミノルタホールディングス取締役取締役会議長。2011年東京工芸大学理事長。日本オプトメカトロニクス協会会長等も歴任した。